# Mari del sud
Mari del sud è un film del 2001 diretto da Marcello Cesena ed interpretato da Diego Abatantuono e Victoria Abril, rifacimento del film tedesco Südsee, eigene Insel (1999), scritto e diretto da Thomas Bahmann.

## Trama
Alberto è un consulente finanziario in procinto di andare in vacanza ai Tropici con la moglie Sabina e la figlia Sandra, quando scopre di esser stato truffato e di aver perso tutti i propri risparmi. Per non perdere la faccia davanti a colleghi e vicini di casa, insieme alla sua famiglia si chiude all'interno della cantina della propria abitazione, facendo credere a tutti di esser partito. La necessità di non farsi trovare da nessuno, insieme alla possibilità di osservare le vite dei vicini in loro assenza, dà origine a numerose situazioni comiche all'interno del film.

## Produzione
Mari del sud è un remake del film tedesco Suedsee, eigene Insel, soggetto e regia di Thomas Bahmann, uscito in sala nel 2001.
L'idea comunque di una famiglia che si nasconde in casa per fingere di essere in vacanza compare già nel film Totò e i re di Roma, del 1951: nella sceneggiatura di questo film compaiono i futuri grandi registi della commedia all'italiana, Dino Risi e Mario Monicelli, con quest'ultimo che firmò anche la regia insieme a Steno.
Victoria Abril recita in italiano con la propria voce.